# Palacio Nicolaievsky

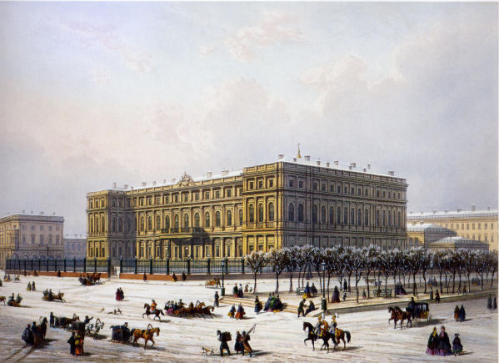
Palacio Nikoláievski en 1861.

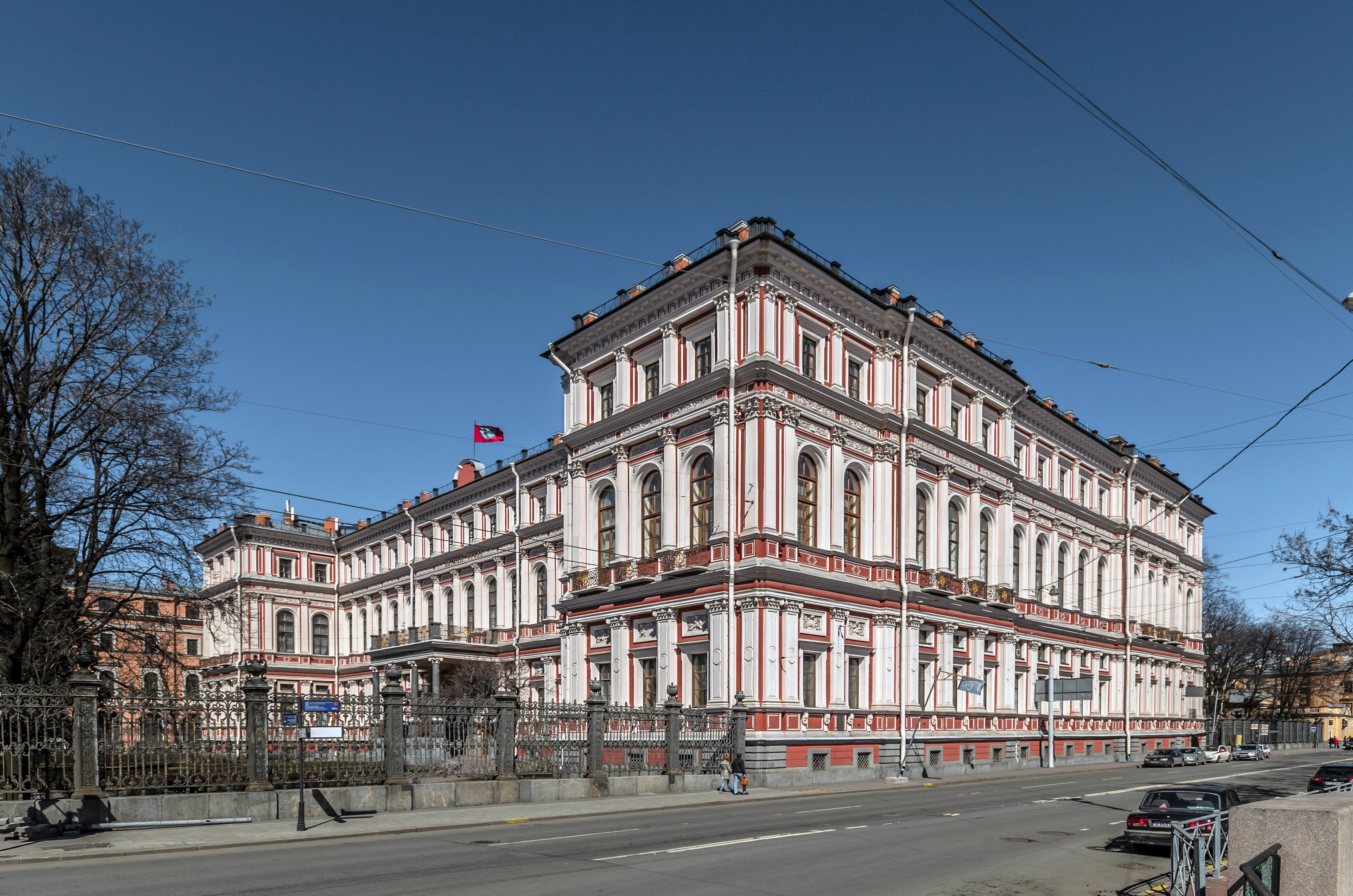
Palacio Nikoláievski en la actualidad.

El Palacio Nikoláievski (en ruso: Николаевский дворец, Nikoláievski dvoréts) es uno de los numerosos palacios en San Petersburgo construidos por el arquitecto Andréi Stackensneider (1802-1865) para los hijos del zar Nicolás I de Rusia. El palacio de Nicolás Nikoláyevich Románov el Viejo, construido en 1853-1861, forma parte de un extenso complejo que incorpora una iglesia palatina, un picadero, y varias edificaciones separadas de la plaza del Trabajo por una valla de hierro fundido. En 1894 el edificio revirtió a la corona y fue transformado en el Instituto Ksenia para Señoritas Nobles (en ruso: Ксенинский институт благородных девиц, Kséninski institut blagoródnyj devíts) nombrado en honor de la hermana de Nicolás II Xenia Románova. Fue descrito por E. M. Almedingen en sus memorias:

En ciertas funciones era fácil imaginar el gran salón panelado en blanco sumergido en la vida cortesana del siglo XVIII. ... El Palacio, con su enorme tamaño, era realmente hermoso. La extraordinaria escalera hecha de mármol gris ascendía a derecha e izquierda, debió haber sido una arquitectura maravillosa. Pasábamos nuestros días en las salas, donde sus techos estaban soportados por pilares coríntios, y sus muros cubiertos con los paneles más exquisitos. Leíamos y estudiábamos en habitaciones con maravillosos espejos, enmarcados y talledos por los más grandes artistas. Dormimos en dormitorios con sus muros pintados con delicados frescos. ... La exquisita escalera... bajando hacia el salón donde una enorme estatua de Cerbero hacía de portero, lucía magnífico de escarlata y oro. Las enormes puertas principales, con espléndidos labrados en la madera y vidrieras de cristales, que se encontraban permanetemente cerradas.

Los Bolcheviques lo renombraron Palacio del Trabajo (en ruso: Дворец труда, Dvoréts trudá) y lo entregaron a los sindicatos, los cuales destruyeron muchas partes de los eclécticos interiores con el objetivo de adecuar el palacio a ser la sede central de sus dependencias. Desde 2004, los sindicados han alquilado una gran parte del palacio a empresas comerciales y oficinas.